# Staffelschnatzer
Unter einem Staffelschnatzer (Schdaffelschnatzer) versteht man einen Bürger der Stadt Rastatt.
In der Umgebung Rastatts wurde ihnen nachgesagt, sie säßen gerne auf den Stufen ihrer Hauseingänge, um  mit Passanten zu plaudern. Dass der Uzname von der Rastatter Bevölkerung akzeptiert wurde, lässt sich an verschiedenen Vereinsnamen und an der Benennung des Staffelschnatzer Saals in der Rastatter BadnerHalle erkennen. Die anliegenden Riedgemeinden wandelten den Uznamen leicht ab und nannten die Rastatter auch „Stadtschnatzer“.
Ein anderer heute weniger gebrauchter Uzname für Rastatt ist „Tellerschlecker“. Dieser Name findet sich in der Region in Abwandlungen auch für die Orte Lörrach und Badenweiler. Er geht wohl auf Hungerzeiten zurück, in denen man vor lauter Not auch noch den letzten Rest am Teller verspeiste.
Daneben gibt es noch Uznamen für einzelne Ortsteile wie:
- „Kasernenraller“
- „Kalaberich“